# Auslogics Disk Defrag
Auslogics Disk Defrag é um software para desfragmentar arquivos e pastas em um disco rígido , consolidar o espaço livre e otimizar o posicionamento do arquivo usando critérios diferentes. Dependendo da versão do programa, que também podem ter certas funções adicionais descritos abaixo. Ele roda sob o Microsoft Windows sistema operacional. Auslogics Disk Defrag vem recomendado pela Revista Oficial do Windows como uma ferramenta para otimizar as últimas unidades de disco rígido.
O programa é publicado pela Auslogics Software Pty Ltd , uma empresa australiana, especializada em software de manutenção para computadores que executam o sistema operacional Microsoft Windows. Iniciado em 2008, a empresa ganhou reconhecimento por seus dois produtos mais cotados, Auslogics BoostSpeed e Auslogics Disk Defrag. Em 2009, a empresa fez uma parceria com Sony Vaio para desenvolver parte do software Cuidados Sony Vaio instalado no laptops Vaio e PC desktop. A partir de 2011, Auslogics possui o status de Premier Partner Elite na Intel Software Partner Program.

## História
Lançado no início de 2007 como a primeira versão não-beta pública 1.1.2.208, o programa passou por muitas atualizações, correções de bugs e melhorias ao longo dos anos. Sempre foi distribuído como freeware, ganhando popularidade como um substituto para o desfragmentador padrão do Windows. Com mais de 10 milhões de usuários estimados em todo o mundo, a editora lançou suporte multi-linguagem com as línguas mais faladas sendo adicionados a cada versão. Em 01 de fevereiro de 2012 a editora lançou a versão profissional do Disk Defrag, com a versão gratuita restante e diferindo de um novo profissional em termos de funcionalidade. A partir desta data, as duas versões do aplicativo são dados os nomes de Auslogics Disk Defrag Professional e Auslogics Disk Defrag grátis para diferenciá-los.

## Funções
Começando com a desfragmentação de arquivos em suas versões anteriores, Auslogics Disk Defrag expandiu suas capacidades para incluir espaço livre desfragmentação, otimização de colocação de arquivos com base em vários critérios, a capacidade de agendar a desfragmentação, desfragmentar em segundo plano, bem como uma série de funções avançadas no versão profissional do programa.